# Gran Premio di superbike di Donington 1991
Il Gran Premio di Superbike di Donington 1991 è stata la prima prova su tredici del campionato mondiale Superbike 1991, è stato disputato il 1º aprile (diversamente dal solito, nella giornata di lunedì anziché la classica domenica) sul Circuito di Donington Park e ha visto la vittoria di Doug Polen in gara 1, mentre la gara 2 è stata vinta da Stéphane Mertens .

## Risultati

### Gara 1

#### Arrivati al traguardo[3]
| Pos. | Nº | Pilota              | Motocicletta | Tempo     | Griglia | Punti |
| ---- | -- | ------------------- | ------------ | --------- | ------- | ----- |
| 1º   | 53 | Doug Polen          | Ducati       | 41:25.920 | 1º      | 20    |
| 2º   | 7  | Terry Rymer         | Yamaha       | +0:03.320 | 4º      | 17    |
| 3º   | 2  | Fabrizio Pirovano   | Yamaha       | +0:19.080 | 7º      | 15    |
| 4º   | 4  | Robert Phillis      | Kawasaki     | +0:23.250 | 6º      | 13    |
| 5º   | 19 | Robert McElnea      | Yamaha       | +0:24.590 | 8º      | 11    |
| 6º   | 16 | Brian Morrison      | Yamaha       | +0:29.280 | 9º      | 10    |
| 7º   | 77 | Niall Mackenzie     | Honda        | +0:32.930 | 17º     | 9     |
| 8º   | 37 | Ray Stringer        | Yamaha       | +0:37.960 | 12º     | 8     |
| 9º   | 24 | Jeffry de Vries     | Yamaha       | +0:44.650 | 11º     | 7     |
| 10º  | 36 | John Reynolds       | Kawasaki     | +0:54.600 | 18º     | 6     |
| 11º  | 28 | Juan López Mella    | Honda        | +1:03.060 | 13º     | 5     |
| 12º  | 49 | Christian Lavieille | Ducati       | +1:15.290 | 14º     | 4     |
| 13º  | 20 | Edwin Weibel        | Honda        | +1:15.590 | 16º     | 3     |
| 14º  | 9  | Giancarlo Falappa   | Ducati       | +1:24.550 | 22º     | 2     |
| 15º  | 41 | Steve Manley        | Bimota       | +1:44.910 | 27º     | 1     |
| 16º  | 51 | Bruno Bonhuil       | Yamaha       | +1 giro   | 23º     |       |
| 17º  | 43 | Wolfgang Hambach    | Kawasaki     | +1 giro   | 33º     |       |
| 18º  | 33 | Tim Bourne          | Kawasaki     | +1 giro   | 25º     |       |
| 19º  | 31 | René Delaby         | Honda        | +1 giro   | 31º     |       |
| 20º  | 34 | Massimo Meregalli   | Yamaha       | +1 giro   | 29º     |       |
| 21º  | 44 | Walter Ammann       | Yamaha       | +1 giro   | 34º     |       |
| 22º  | 52 | Glenn Williams      | Kawasaki     | +1 giro   | 35º     |       |

#### Ritirati
| Nº | Pilota             | Motocicletta | Giri     | Griglia |
| -- | ------------------ | ------------ | -------- | ------- |
| 48 | Daniel Amatriaín   | Honda        | +12 giri | 19º     |
| 27 | Fred Merkel        | Honda        | +13 giri | 5º      |
| 55 | Peter Rubatto      | Yamaha       | +13 giri | 26º     |
| 62 | Steve Williams     | Yamaha       | +13 giri | 32º     |
| 61 | Urs Meier          | Honda        | +14 giri | 37º     |
| 8  | Baldassarre Monti  | Honda        | +15 giri | 3º      |
| 1  | Raymond Roche      | Ducati       | +15 giri | 2º      |
| 58 | Luis Carlos Maurel | Yamaha       | +16 giri | 21º     |
| 60 | Richard Hubin      | Ducati       | +16 giri | 30º     |
| 3  | Stéphane Mertens   | Ducati       | +17 giri | 10º     |
| 29 | Peter Granath      | Honda        | +17 giri | 36º     |
| 5  | Carl Fogarty       | Honda        | +20 giri | 20º     |

### Gara 2

#### Arrivati al traguardo[4]
| Pos. | Nº | Pilota             | Motocicletta | Tempo     | Griglia | Punti |
| ---- | -- | ------------------ | ------------ | --------- | ------- | ----- |
| 1º   | 3  | Stéphane Mertens   | Ducati       | 41:20.850 | 10º     | 20    |
| 2º   | 1  | Raymond Roche      | Ducati       | +0:03.470 | 2º      | 17    |
| 3º   | 4  | Robert Phillis     | Kawasaki     | +0:03.980 | 6º      | 15    |
| 4º   | 7  | Terry Rymer        | Yamaha       | +0:04.130 | 4º      | 13    |
| 5º   | 19 | Robert McElnea     | Yamaha       | +0:13.610 | 8º      | 11    |
| 6º   | 16 | Brian Morrison     | Yamaha       | +0:17.610 | 9º      | 10    |
| 7º   | 77 | Niall Mackenzie    | Honda        | +0:30.780 | 17º     | 9     |
| 8º   | 2  | Fabrizio Pirovano  | Yamaha       | +0:36.930 | 7º      | 8     |
| 9º   | 5  | Carl Fogarty       | Honda        | +0:37.080 | 20º     | 7     |
| 10º  | 24 | Jeffry de Vries    | Yamaha       | +0:40.560 | 11º     | 6     |
| 11º  | 28 | Juan López Mella   | Honda        | +0:47.880 | 13º     | 5     |
| 12º  | 36 | John Reynolds      | Kawasaki     | +0:51.110 | 18º     | 4     |
| 13º  | 48 | Daniel Amatriaín   | Honda        | +0:52.210 | 19º     | 3     |
| 14º  | 20 | Edwin Weibel       | Honda        | +0:58.310 | 16º     | 2     |
| 15º  | 58 | Luis Carlos Maurel | Yamaha       | +1:00.970 | 21º     | 1     |
| 16º  | 55 | Peter Rubatto      | Yamaha       | +1:04.950 | 26º     |       |
| 17º  | 33 | Tim Bourne         | Kawasaki     | +1:30.280 | 25º     |       |
| 18º  | 31 | René Delaby        | Honda        | +1:36.350 | 31º     |       |
| 19º  | 34 | Massimo Meregalli  | Yamaha       | +1 giro   | 29º     |       |
| 20º  | 41 | Steve Manley       | Bimota       | +1 giro   | 27º     |       |
| 21º  | 51 | Bruno Bonhuil      | Yamaha       | +1 giro   | 23º     |       |
| 22º  | 44 | Walter Ammann      | Yamaha       | +1 giro   | 34º     |       |

#### Ritirati
| Nº | Pilota              | Motocicletta | Giri     | Griglia |
| -- | ------------------- | ------------ | -------- | ------- |
| 53 | Doug Polen          | Ducati       | +2 giri  | 1º      |
| 62 | Steve Williams      | Yamaha       | +2 giri  | 32º     |
| 8  | Baldassarre Monti   | Honda        | +8 giri  | 3º      |
| 29 | Peter Granath       | Honda        | +16 giri | 36º     |
| 27 | Fred Merkel         | Honda        | +17 giri | 5º      |
| 49 | Christian Lavieille | Ducati       | +20 giri | 14º     |
| 43 | Wolfgang Hambach    | Kawasaki     | +21 giri | 33º     |
| 52 | Glenn Williams      | Kawasaki     | +22 giri | 35º     |
| 9  | Giancarlo Falappa   | Ducati       | +24 giri | 22º     |